# Anthodioctes willineri
Anthodioctes willineri là một loài Hymenoptera trong họ Megachilidae. Loài này được Moure mô tả khoa học năm 1947.